# Ingrid Appelquist
Ingrid Appelquist (ur. 21 lutego 1931) – szwedzka curlerka, mistrzyni Europy z 1978.
Appelquist pełniąc funkcję drugiej w ekipie Ingi Arfwidsson zdobyła mistrzostwo Szwecji w 1978. Była także członkiem reprezentacji kraju na Mistrzostwach Europy 1978. Szwedki wygrały wszystkie osiem meczów w fazie grupowej i bezpośrednio awansowały do finału. Tam wysoko (11:2) zwyciężyły nad Szwajcarkami (Heidi Neuenschwander).

## Drużyna
|           | Czwarta         | Trzecia           | Druga             | Otwierająca     |
| --------- | --------------- | ----------------- | ----------------- | --------------- |
| 1977/1979 | Inga Arfwidsson | Barbro Arfwidsson | Ingrid Appelquist | Gunvor Björhäll |